# Colomé
Colomé es un pequeño caserío a 20 km de la localidad de Molinos, del Departamento Molinos, provincia de Salta, en el noroeste de Argentina. 

## Historia
Fue creada como encomienda en el año 1831 por el último gobernador español de Salta, Nicolás Severo de Isasmendi. Veintitrés años después, su hija Ascensión, casada con José Benjamín Dávalos, plantó vides de malbec y cabernet sauvignon traídas desde Francia. 
La Bodega de Colomé, famosa en el mundo por sus excelentes vinos comprende treinta y nueve mil hectáreas ubicadas a 2300 m s. n. m., y desde sus terrazas pueden contemplarse los nevados de Cachi.

## Población
En el último censo figuraba como población rural dispersa, que se estiman que son unos 400 pobladores.

## Turismo
Pródiga tierra de artesanos teleros, y cuna del poncho salteño, es otro de los antiguos pueblos que se encuentran en el valle del río Calchaquí, a 22 km de la Ruta 40.
Se halla estratégicamente ubicado en el centro de pueblos y lugares con gran atractivo histórico y turístico. Dista a 20 km de Molinos, 29 km de Cachi, y a 22 km de la Laguna de Brealitos.

## Clima
A 2300 m s. n. m. el clima de esta villa es seco y árido. Los días son soleados y el invierno es muy frío. Con gran amplitud térmica. Máxima diurna, 18º. Mínima de noche, -2º.

## Comunicación
Por la RN 40 y la Provincial RP 33. Se encuentra a 186 km de Salta, por Cachi. Y a 170 km por la variante "Los Colorados".

## Sismicidad
La sismicidad del área de Salta es frecuente y de intensidad baja, y un silencio sísmico de terremotos medios a graves cada 40 años

Área de Media Sismicidad con 6,1 Richter, hace 15 años, otro cimbronazo hace 76 años con 7,0 Richter